# Tezanos Pinto
Tezanos Pintos é uma localidade e estação de trem do departamento de Paraná, província de Entre Ríos, Argentina.